# Union française de rugby amateur
L'Union française de rugby amateur était une organisation sportive regroupant plusieurs clubs de rugby à XV dissidents, auparavant membres de la Fédération française de rugby (FFR), de 1930 à 1932.

## Les origines de la dissidence
Dix, puis 12 clubs (le SNUC et Limoges venant grossir leurs rangs) de première division, dont sept anciens champions de France, s'organisèrent afin de protester contre la violence et "l'amateurisme marron", dus à l'esprit de compétition de plus en plus exacerbé créé par le championnat, qui faisaient rage dans le paysage rugbystique français de l'époque. Le Toulouse Olympique Etudiants Club commença par faire sécession, mais une majorité de ses dirigeants finit par refuser, et le TOEC demeura dans le giron fédéral.
Les Douze firent connaître leur mécontentement à la FFR, en avril 1930, par le biais d'une lettre contenant huit requêtes (aménagement du championnat pour permettre au XV de France de mieux se préparer, droit de mutation d'un club à l'autre avec accord favorable du club quitté, fin du blocage et de la mise en commun des recettes (reversées par péréquation) instauré en 1929 pour permettre aux petits clubs de survivre, mais défavorable aux grands clubs, remplacement de trois joueurs blessés par match etc.). On remarque que les opposants (voir liste ci-dessous) étaient situés dans des grandes villes, pour qui les règlements n'étaient guère favorables et empêchaient leur développement au profit d'une élite élargie et faisant la part belle aux clubs issus de petites villes voire de villages.
La fin de saison se déroula sans que rien fût fait et la tension monta. À l'origine, les Douze ne voulaient pas quitter la Fédération, mais être protégés et avoir le droit de jouer entre eux. En attendant, ils lancèrent leur propre compétition, le « Tournoi des douze », un championnat où chaque club rencontrait chacun des autres clubs, mais où seuls les points marqués sur le terrain étaient additionnés pour bâtir le classement. Même battu, un club marquait donc autant de points qu'il en avait inscrit effectivement au cours du match.

## La scission

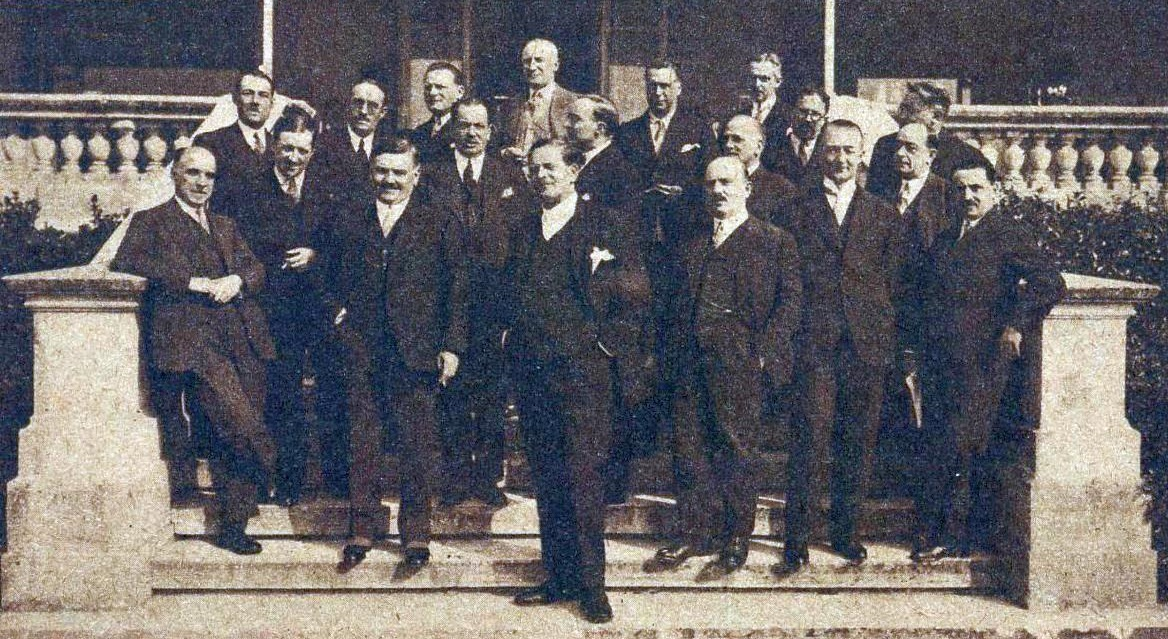
L'U.F.R.A. en 1931 (Mr de Luze au centre).

Espérant toujours une résolution amiable du conflit, les Douze n'envoyèrent leur lettre de démission officielle à la FFR qu'en décembre. L'UFRA vit officiellement le jour à ce moment sous la présidence de M. de Luze. La FFR signifia leur exclusion aux réfractaires le 31 décembre 1930. Les joueurs qui choisissaient l'UFRA ne pouvaient plus être sélectionnés en équipe de France.
Amputée de 12 de ses meilleurs clubs, le championnat de France avait perdu gros. La concurrence était acharnée dans certaines régions, (Bordeaux, Toulouse) et néfaste. Sentant le danger, la FFR fit quelques pas. Elle abandonna le blocage des recettes et accepta l'idée qu'un club ne pouvait pas être obligé de s'engager dans le championnat. Celui-ci fut conservé car plébiscité par les clubs fidèles. Mais le jour de la finale du championnat de France à Bordeaux, l'UFRA organisait un match entre le Stade toulousain et une sélection des meilleurs joueurs des onze autres clubs....
À l'orée de la saison 1931-32, deux autres clubs intégrèrent l'UFRA, le Stadoceste tarbais, autre ancien champion de France, et l'Union sportive Narbonnaise, créé de fraîche date et concurrent direct du RC Narbonnais loyaliste. Ils portèrent le nombre des rétifs à 14 et la compétition devint « Tournoi des quatorze »

## La réconciliation et ses conséquences

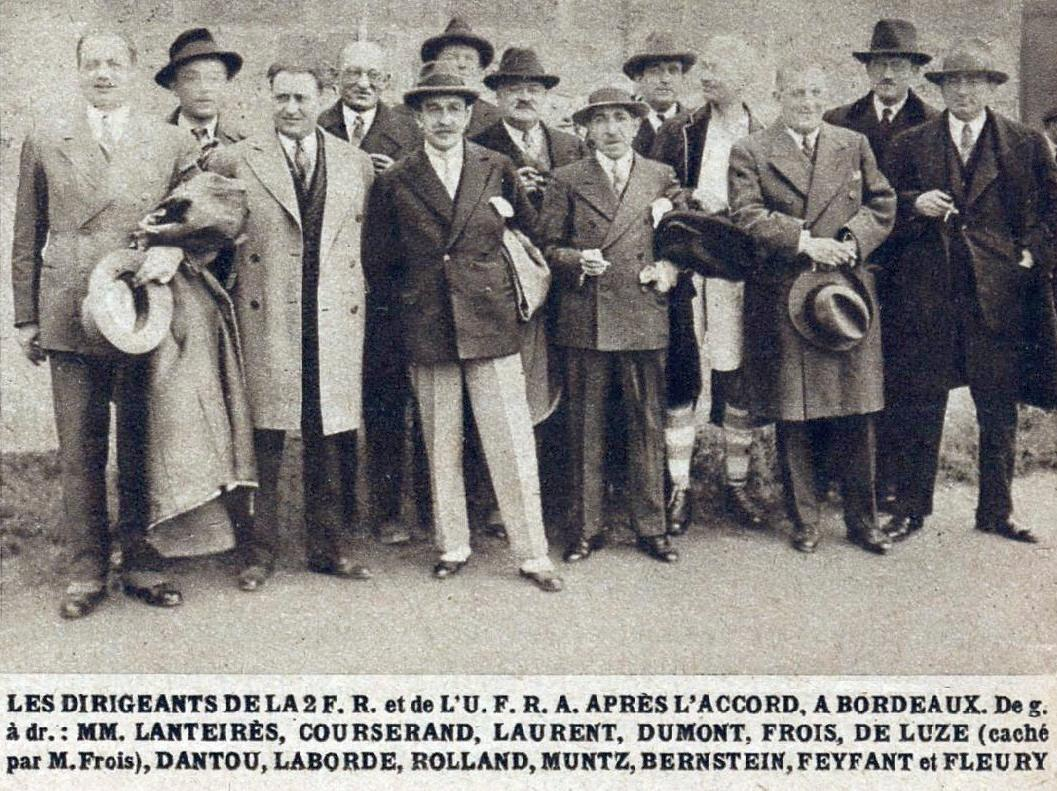
L'accord 2 F.R. - U.F.R.A. du 5 mai 1932.

Le championnat de l'UFRA ne connut que deux éditions, toutes deux gagnées par le Stade toulousain. Mais si le public suivait, les incidents commencèrent à apparaître sur les terrains de l'UFRA également. De chaque côté, la dissidence était mal vécue et plusieurs initiatives rapprochèrent les deux camps, notamment sous l'influence d'un comité d'internationaux respectés (Marcel Communeau, Louis Dedet, Adolphe Jauréguy, René Crabos et Fernand Forgues). "Ufraïstes" et "loyalistes" parvenaient enfin à un accord à Bordeaux, au matin du 5 mai 1932, jour de la finale du championnat.
Bien que passagère cette dissidence eut un impact énorme sur le rugby français.
À court terme, aucun club, bien qu'il en eût désormais le droit, ne refusa de s'engager dans le championnat la saison suivante. Il avait été décidé de réintégrer les dissidents, si bien que le championnat passa de 40 à 54 clubs (6 poules de 9), nombre qui demeura inchangé pendant de nombreuses années, et qui ironiquement, allait à l'encontre de la volonté de réduire l'élite des sécessionnistes ! Les mutations furent interdites si le club d'origine ne donnait pas son accord. De lourdes suspensions furent prononcées contre certains joueurs n'ayant pas respecté la règle. Ce fut le cas de Jean Galia. Cette crise joua d'ailleurs un rôle primordial dans l'essor du rugby à XIII, professionnel, lancé en France en 1934 sous l'impulsion de Galia. Autre conséquence, liée aussi à la crise économique qui secouait alors le pays, le nombre de clubs affiliés à la FFR passa de 784 en 1930 à 663 en 1934 puis à 558 en 1939, tandis que le XIII et sa fédération, parti de zéro en 1934, en comptait environ 155 à 160 en 1939 (source: Bonnery Louis, Le Rugby à XIII, le plus français du monde, Limoux, Cano & Franck, 1996; voir aussi).
Dernière conséquence, mais pas la moins sérieuse, les fédérations britanniques annoncèrent le 3 mars 1931, à la suite d'une réunion du Board, qu'elles suspendaient jusqu'à nouvel ordre les rencontres face à la France, « étant donné que les conditions peu satisfaisantes dans lesquelles le rugby est joué en France... (et ce) jusqu'à ce qu'elles aient obtenu la certitude que le contrôle et la conduite du jeu ont été organisées sur des bases satisfaisantes » . La France attendra 14 ans avant de rejouer contre le Pays de Galles, et 16 avant de réintégrer le Tournoi des Cinq Nations.

## Les 14 clubs dissidents
- Stade français, champion en 1893, 1894, 1895, 1897, 1898, 1901, 1903, 1908, finaliste en 1927
- Stade bordelais, champion en 1899, 1904, 1905, 1906, 1907, 1909, 1911
- Stade toulousain, champion en 1912, 1922, 1923, 1924, 1926, 1927
- US Perpignan, champion en 1921, 1925, finaliste en 1926
- Section paloise, champion en 1928
- Aviron bayonnais, champion en 1913, finaliste en 1922, 1923
- FC Lyon, champion en 1910
- AS Carcassonne, finaliste en 1925
- Stade nantais, vainqueur la la Coupe de l'Espérance en 1917
- Biarritz olympique
- FC Grenoble
- SAU Limoges
- Stadoceste tarbais[Note 1], champion en 1920
- Union sportive narbonnaise[Note 1]

## Palmarès du tournoi de l'UFRA
- 1931 : Stade toulousain
- 1932 : Stade toulousain